# Die Farm der Gehetzten
Die Farm der Gehetzten (Originaltitel: Ramrod) ist ein US-amerikanischer Western aus dem Jahr 1947 von André De Toth mit Joel McCrea und Veronica Lake in den Hauptrollen. Der Film wurde von Enterprise Productions produziert und von United Artists in den Verleih gebracht. Er basiert auf dem Roman Ramrod von Luke Short.

## Handlung
Der Rancher Ben Dickason möchte seine Tochter Connie mit dem Viehbaron Frank Ivey verheiraten, doch Connie hat sich den Schafzüchter Walt Shipley als Ehemann ausgesucht. Als Walt eine Schafherde zu seiner Ranch bringen will, wird er von dem skrupellosen Ivey aus der Stadt gezwungen, der das Weideland für seine Rinder beansprucht. Walt hat nicht den Mut, Ivey die Stirn zu bieten und verlässt die Gegend, nachdem er die Verlobung mit Connie gelöst und ihr seine Rach überschrieben hat. Connie hingegen will Ivey bekämpfen und stellt den Witwer Dave Nash als Helfer ein.
Dave, der ein Alkoholproblem hat, versucht, Arbeiter für die Dickason-Ranch anzuwerben. Währenddessen wird die Ranch von Iveys Männern angegriffen und niedergebrannt. Mit seinem Freund Bill Schell nimmt Dave ein steinernen Lagerhaus von Ivey in Beschlag, das von Iveys Helfer Ed Burma auf freiem Land errichtet wurde. Connie beansprucht das umliegende Land für sich. Ivey  rächt sich, indem er seinen Handlanger Virg Lea beauftragt, Connies neuen Arbeiter Curley zu verprügeln. Connie bringt den schwerverletzten Curley zur Pflege zur Schneiderin Rose Leland,  die in Dave verliebt ist. Dave, zu dessen Freunden auch Sheriff Crew gehört, besteht darauf, dass die Auseinandersetzung mit Ivey mit legalen Mitteln geführt wird. Bill ignoriert Dave und erschießt Burma, um Curley zu rächen. Er macht Notwehr geltend, doch niemand glaubt ihm. Connie ist von Bills Entschlossenheit beeindruckt und beauftragt ihn, eine Stampede ihrer Rinderherde auszulösen, für die dann Ivey verantwortlich gemacht werden soll.
Sheriff Crew sucht Ivey auf, um ihn wegen der Stampede zu verhaften. Ivey wehrt sich und erschießt Crew, stellt aber Lea als Mörder dar. Zur gleichen Zeit macht der Rancharbeiter Link Thomas Connie darauf aufmerksam, dass die Stampede von Dickason-Leuten ausgelöst wurde, woraufhin Connie ihm gesteht, dass sie den Auftrag gegeben hat. Dave entscheidet sich, das Recht in die eigene Hand zu nehmen und schießt Lea nieder. Kurz bevor er stirbt, verrät Lea Dave, wer Crews Mörder ist. Es kommt zu einer weiteren Schießerei mit Iveys Männern, bei der Dave in die Schulter getroffen wird. Dave sucht Rose auf, die ihm mitteilt, dass Curley gestorben ist.
Ivey kommt auf der Suche nach Dave und Bill in die Stadt. Bill bringt Dave in eine abgelegene Mine in Sicherheit. Connie, mittlerweile in Dave verliebt, findet die Mine, führt aber unabsichtlich Ivey und seine Männer dorthin. Als Bill die Truppe erspäht, schickt er Dave auf Connies Pferd fort und will die Verfolger aufhalten. Bevor Dave losreitet, gesteht Bill, dass er Burma absichtlich erschossen und als erster gezogen habe. Bill lenkt die Verfolger ab und verbringt die Nacht in den Hügeln über der Mine, bis er schließlich von Ivey erschossen wird. Dave erreicht die Ranch und erfährt von Link, dass Connie für die Stampede verantwortlich ist. Im Morgengrauen des nächsten Tages kommt es zwischen Dave und Ivey zum Shoot-Out, den Dave gewinnt. Connie gratuliert ihm und möchte, dass er mit ihr die Ranch leitet. Doch Dave wendet sich ab und erklärt ihr, dass sie ein Leben in Einsamkeit verdiene. Er sucht Rose auf, die ihn in einem neu geschneiderten Kleid erwartet. Dave fragt sie, ob es auch als Hochzeitskleid dienen könne.

## Hintergrund
Gedreht wurde der Film von Ende März bis Anfang August 1946 im Zion-Nationalpark in Utah sowie in den Enterprise-Studios in Hollywood.
Für die erste Filmproduktion von Enterprise Productions wurden Veronica Lake und Arleen Wheelan sowie Edith Head die für die Garderobe der beiden Darstellerinnen zuständig war, von Paramount Pictures ausgeliehen, hinzu kam Wally Cassell von Metro-Goldwyn-Mayer.
100 Komparsenrollen wurden von Indianern vom Stamm der Ute gespielt. Die 82 Jahre alte Hütte, die Rose als Unterkunft dient, wurde nach den Dreharbeiten in zwei Hälften gesägt und zur weiteren Verwendung nach Hollywood gebracht.
Mit einer Dampflokomotive der Union Pacific Railroad, der Ramrod Special, wurden 100 Ehrengäste aus Hollywood zur Premiere nach Salt Lake City gefahren. Der Film wurde als offizieller Kinofilm für die 100-Jahr-Feier der Besiedlung Utahs angekündigt.
Lionel Banks oblag die künstlerische Leitung. Adolph Deutsch dirigierte das Orchester.

## Synchronisation
| Rolle           | Schauspieler    | Deutscher Synchronsprecher |
| --------------- | --------------- | -------------------------- |
| Dave Nash       | Joel McCrea     | Siegfried Schürenberg      |
| Connie Dickason | Veronica Lake   | Tilly Lauenstein           |
| Bill Schell     | Don DeFore      | Gert Günther Hoffmann      |
| Sheriff Crew    | Donald Crisp    | Robert Klupp               |
| Frank Ivey      | Preston Foster  | Wolf Martini               |
| Rose Leland     | Arleen Wheelan  | Sigrid Lagemann            |
| Ben Dickason    | Charles Ruggles | Walter Werner              |
| Red Cates       | Lloyd Bridges   | Horst Niendorf             |
| Ed Burma        | Ray Teal        | Knut Hartwig               |
| Link Thomas     | Ward Wood       | Klaus Schwarzkopf          |
| Walt Shipley    | Ian MacDonald   | Ralph Lothar               |
| Virg Lea        | Wally Cassell   | Hugo Schrader              |

## Veröffentlichung
Die Premiere des Films fand am 21. Februar 1947 in Salt Lake City statt, der allgemeine Kinostart in den USA erfolgte erst am 2. Mai 1947. In der Bundesrepublik Deutschland kam er am 29. Januar 1953 in die Kinos, in Österreich im April 1953.

## Kritiken
Der Filmkritiken-Aggregator Rotten Tomatoes hat in einer Auswertung ein Publikumsergebnis von 50 Prozent positiver Bewertungen ermittelt.
Das Lexikon des internationalen Films schrieb: „Gut konstruierter, spannender B-Western.“
Die Filmzeitschrift Cinema befand: „Dank „Femme fatale“ Veronika Lake weht durch den B-Western ein Hauch von Film noir.“
A. H. Weiler von der The New York Times lobte Regie, Crew und Besetzung, die viel Elan eingebracht und aus dem Stoff eine erfreuliche Pferdeoper gemacht haben.